# カモーリ
カモーリ(イタリア語: Camogli)は、イタリア共和国リグーリア州ジェノヴァ県にある、人口約5,100人の基礎自治体（コムーネ）。

## 地理

### 位置・広がり

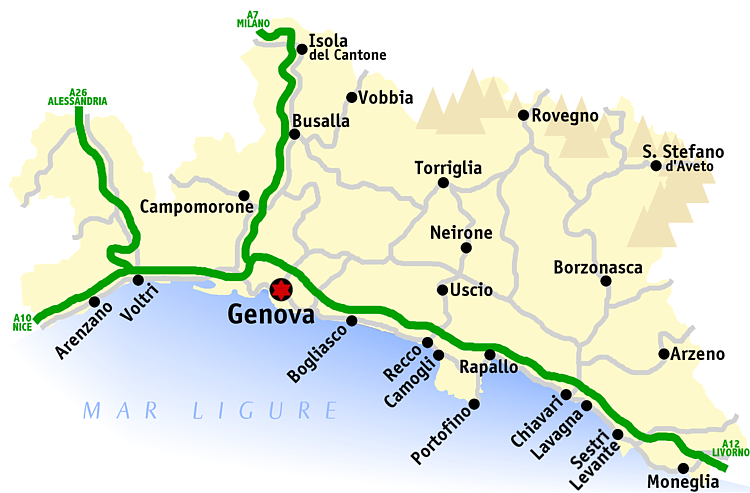
ジェノヴァ県概略図

#### 隣接コムーネ
隣接するコムーネは以下の通り。
- ポルトフィーノ
- ラパッロ
- レッコ
- サンタ・マルゲリータ・リーグレ

### 地震分類
イタリアの地震リスク階級 (it) では、3 に分類される
。

## 行政

### 分離集落
カモーリには以下の分離集落（フラツィオーネ）がある。
- Ruta, San Fruttuoso, San Rocco

## 姉妹都市
- Tuningen、ドイツ 1998年
- カルロフォルテ、イタリア 2004年

## 文化・観光・施設
- サンタ・マリア・アッスンタ聖堂 (Basilica di Santa Maria Assunta) - 12世紀に建設が開始され、14世紀に完成[5]。
- サグラ・デル・ペッシェ - 例年5月に開催される祭り[5]。

## 人物

### 著名な出身者
- ニコロ・フェッラーリ - 映画監督。